# اشتولپن
شهر اشتولپن (به آلمانی: Stolpen) در ایالت زاکسن در کشور آلمان واقع شده‌است.